# Venom (personatge de ficció)

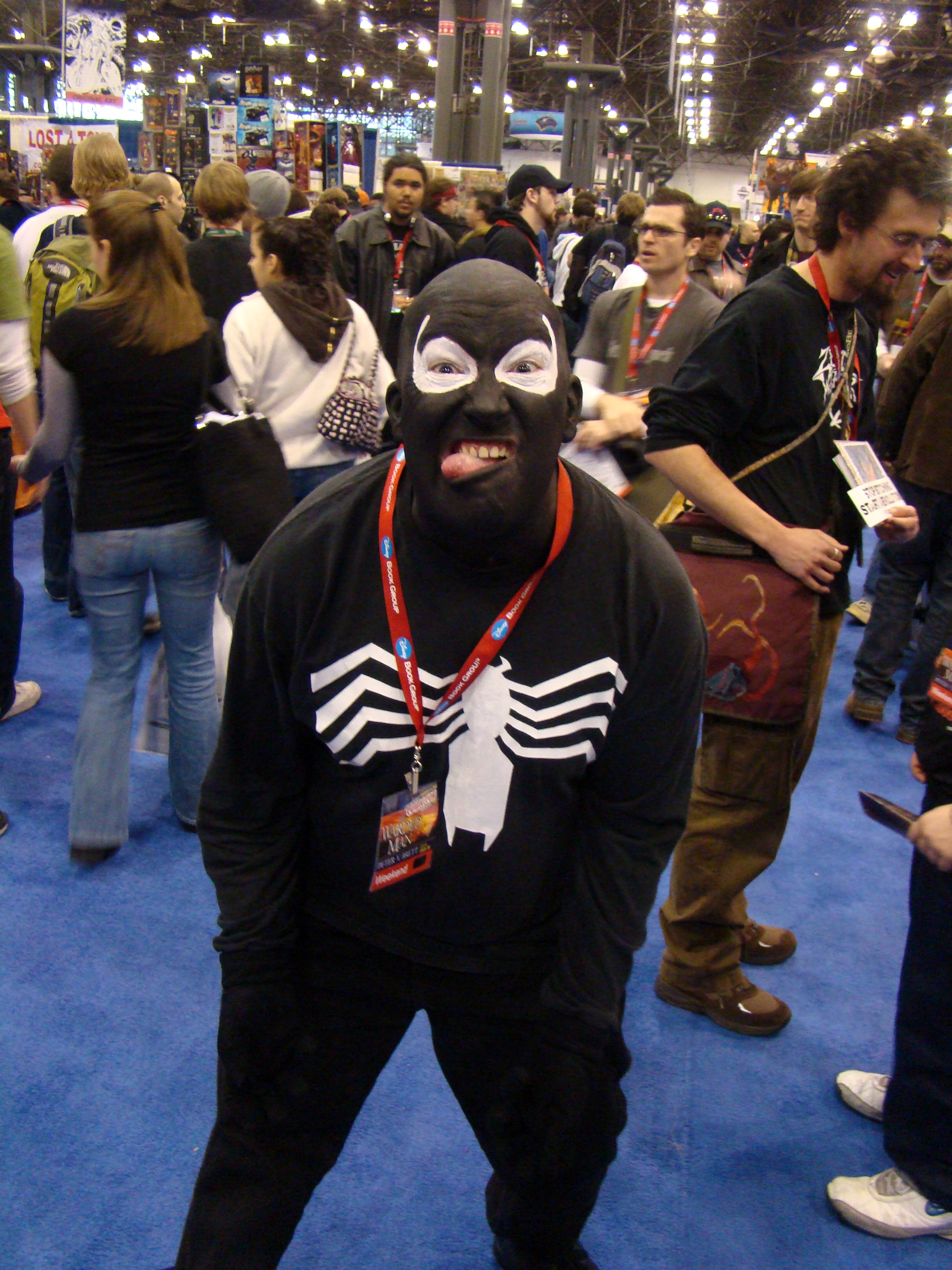
Disfressa de Venom

Venom és un personatge de ficció de l'Univers Marvel. Va ser creat per David Michelinie i, dissenyat, per Todd McFarlane. Venom és una amalgama de dos éssers diferents, tots dos obsessionats amb Spiderman. Una de les meitats és Eddie Brock, un periodista amb una ètica professional que deixa molt a desitjar, Peter Parker el va desemmascarar i Eddie Brock no li ho va perdonar mai. L'altra meitat és la d'un simbiont alienígena que s'adhereix a la seva víctima i la sotmet a la seva voluntat, aquest alienigena va intentar fusionar-se amb Spiderman; després que li prengués el vestit. Les primeres aparicions van ser a Secret Wars, nº8, publicat el 1984, i com a simbiont a Amazing Spiderman, número 300, publicat el 1988, on va fer la primera aparició com a Venon.

## Biografia de ficció

### El vestit negre
En un planeta creat per un ésser que s'autoanomenava el Totpoderós (Knull, Déu dels Simbiots), el lluitador contra el crim amb el malnom de Spider-Man va obtenir una nova disfressa negra quan la seva habitual vestimenta de color blau i vermell va ser destrossada. Després que el Déu del Tro asgardià, Thor, adquirís una capa i un casc nou d'una estranya màquina que replicava roba; Spiderman va intentar el mateix, però es va equivocar i va trobar una màquina que allotjava un estrany simbiont (una de les estranyes formes de vida d'aquest planeta). Quan Spiderman va agafar la petita bola negra aquesta es va estendre immediatament cobrint enterament el seu cos, però no va adquirir la forma de la disfressa blau-i-vermella. En canvi va adquirir l'aparença de la disfressa de la nova superheroïna que havia aparegut, Spiderwoman, a la qual Spiderman admirava.
El llença-teranyines estava encantat amb les propietats de la seva nova vestimenta, però mai no es va qüestionar com podia realitzar totes aquestes meravelles. Per exemple, podia imitar qualsevol tipus de vestimenta, fent que Spiderman no hagués de canviar-se de roba. També contenia una obertura dimensional en la qual podia guardar la seva càmera, monedes, i altres objectes sense afegir massa. La disfressa estava també equipada amb els seus propis llença-teranyines, contenint-ne pel que sembla una il·limitada quantitat.
Quan Spiderman va tornar a la Terra, la disfressa alienígena no tolerava estar separada del seu hoste per llargs períodes. A les nits, quan l'alter-ego de Spiderman, Peter Parker, dormia, el simbiont el cobria i l'enviava somnàmbul a combatre el crim. Més tard Spiderman quan va combatre amb el Puma, ell va acabar percebent que les teranyines eren orgàniques. A causa d'aquesta revelació, Spiderman va acceptar l'oferta de Reed Richards per a estudiar la disfressa. Richards va descobrir que era un simbiont alienígena, un paràsit que volia unir-se permanentment l'hoste, tant físicament com mentalment. Finalment Richards va aconseguir separar el vestit del seu hoste amb un raig sònic, tancant-lo després en una cel·la amb un entorn especial.
Però l'alienígena era més intel·ligent del que semblava, i va escapar de la cel·la i se les va arreglar per a acostar-se a Peter Parker prenent l'aspecte de la seva vella disfressa blau-i-vermella. Spiderman se la va posar i aquesta va adquirir immediatament la seva verdadera aparença. Spiderman va portar la disfressa fins a la torre de l'església de Nostra Senyora dels Sants, apostant perquè l'intens so de les campanes el destruiria. Però va perdre l'aposta perquè ell va sucumbir davant les campanes abans que ho fes la disfressa. Tanmateix, el paràsit empàtic, havia après a tenir sentiments i va actuar. Sacrificant-se a si mateix, la disfressa alienígena va salvar a Peter.

### Naixement de Venom
Efectivament, el simbiont, feble, i moribund es va esfondrar a l'església on Eddie Brock es trobava resant agenollat a l'altar. Educat en el Catolicisme, estava demanant perdó per pensar en el suïcidi. Brock havia estat un reeixit columnista en el reviscut Daily Globe fins que va començar a escriure una sèrie d'articles sobre els assassinats del Menjapecats. Un fals delinqüent havia confessat a Brock haver comès els crims. Protegint la identitat de l'assassí emparant-se en la Primera Esmena, Brock relatava cada dia la seva història en el Globe fins que, a causa de pressions per part de les autoritats es va veure obligat a publicar una exclusiva delatant l'assassí. Encara que aquesta edició es va esgotar ràpidament, Spiderman aviat revelaria la verdadera identitat del Menjapecats, el detectiu Stan Carter, convertint Brock en la riota dels seus col·legues de professió.
Expulsat del Globe es va veure obligat a escriure reportatges viperins per a diaris sensacionalistes des de llavors. Brock culpava de tots els seus mals a Spiderman i va començar un entrenament físic intensiu per reduir l'estrés al qual la seva vida es veia sotmesa. Tanmateix, aquests exercicis només augmentaven la seva violenta obsessió cap a Spiderman. Encara que el cos de Brock havia assolit aparentment la perfecció, la seva ment s'havia vist reduïda a un contenidor d'odi que el consumia. Aquest odi es veia agreujat a causa de la seva afecció, un estrany tumor a les glàndules adrenolítiques.
Van ser aquestes descontrolades emocions, així com el gran nivell d'adrenalina de Brock, les que van atreure el paràsit empàtic. Per a poder sobreviure la disfressa alienígena buscava unir-se a la font d'emocions més intensa i propera, ja que s'alimentava d'adrenalina. El simbiont es va unir físicament i mentalment a Brock, les emocions del qual van sobrecarregar l'àlien encara confús. El pensament dominant en les dues ments era Spiderman, però l'extrem odi de Brock va duplicar a l'alienígena els mateixos sentiments. En efecte, les emocions de Brock van tornar boig el simbiont. Brock aviat descobriria que la disfressa el dotava dels mateixos poders que Spiderman i d'alguns més. També va afegir massa al seu cos i va augmentar la seva força fins a límits sobrehumans. Anomenant-se Venom (Verí), Brock va fer que de la disfressa brollés una espantosa ganyota i va planejar la seva revenja.
Els leucòcits de Brock es van barrejar amb les cèl·lules del simbiont carregades amb l'energia mística de Míster Negatiu, transformant-se així en AntiVenom. Com a tal va rebre els poders que tenia anteriorment quan estava en simbiosi amb el simbiont alienígena, però sense les seves vulnerabilitats, per la qual cosa ni el so ni la calor l'afectaven. A més va adquirir un xoc d'energia que era capaç de trencar els llaços entre els hostes i els simbionts. També tenia l'habilitat de purificar les influències externes i les mutacions d'altres persones com per exemple les cèl·lules simbiòtiques de Gargan o la sang radioactiva de Spiderman.

### Venom enemic de Spiderman
Gràcies a la disfressa, Venom sabia molt sobre Spiderman, incloent-hi la seva identitat secreta i ho va aprofitar per a temptejar-lo. Això era possible perquè el vestit podia evadir el sentit aràcnid de Spiderman, presumiblement projecta freqüències contradictòries sobre els impulsos cerebrals que controlen l'esmenta’t mecanisme. Venom (Verí), finalment, va realçar un moviment a cara descoberta quan es va enfrontar a l'esposa de Parker, Mary Jane Watson-Parker al seu vell apartament de Chelsea. Encara que la doble moral de Venom no li permetia ferir físicament a Mary Jane, immediatament Spiderman va adonar-se de la naturalesa d'aquesta amenaça. Anant a recollir el llamp|raig sònic dels Quatre Fantàstics, Spiderman es va enfrontar a Verí a l'Església de Nostra Senyora dels Sants. Encara que li va disparar amb el raig, Spiderman va descobrir que el simbiont no podia ser separat de Brock perquè s'havia fusionat completament amb ell. Intentant fugir per replantejar-se opcions, Spiderman va ser capturat per Venom. Aquest va posar a Spiderman dins d'una de les campanes de l'església i el va lligar amb una gran quantitat de teranyines però Spiderman va escapar amb prou feines trencant la campana abans de derrotar a Venom, quan aquest es veié obligat a gastar més xarxes de les que podia produir. Abans que l'alien pogués regenerar suficient massa per tornar-se una amenaça, Spiderman se'l va portar de nou als Quatre Fantàstics que el van tancar en una cel·la de contenció sònica. Després els Quatre Fantàstics van enviar a Verí a la presó governamental per a supercriminals, ubicada a les muntanyes de Vermell, sobrenomenada la Volta.
Venom aviat va escapar d'allà, fent que el vestit alienígena es transformés en un uniforme de guàrdia. Un jove guàrdia que havia estat assignat a la Boveda va ser enganyat i creient que Venom era un col·lega caigut va desactivar el mecanisme de la cel·la. Després d'això, Venom va matar el confiat guàrdia i va escapar a Nova York on es va enfrontar una altra vegada amb Spiderman. Aquesta vegada Spiderman usa la psicologia, en contra de l'alien, temptant el simbiont alienígena de tornar amb ell. L'àlien confós per la seva relació d'amor-odi amb Spiderman va intentar deixar Brock i restablir la seva unió amb el seu hoste original. Però el trauma d'intentar deslligar-se del sistema nerviós de Brock era més del que podia suportar. El vestit alienígena i Eddie Brock es van desmaiar, sent tornats a la Volta.
De nou en llibertat Venom va acabar convertint-se en defensor dels innocents, aplicant els seus salvatges mètodes amb els criminals, que matava sense dubtar. Encara que el pitjor que va fer Venom sens dubte va ser engendrar un altre simbiont que es va unir a un psicòpata assassí anomenat Cletus Kasady transformant-lo en Matança. Tan terrible va resultar Matança que Venom es va veure obligat a aliar-se amb Spiderman per fer front al seu "fill".
Venom (Verí) es va acabar instal·lant a la ciutat subterrània de "els sense llar" on vivien molts pobres, a canvi de la seva hospitalitat, Venom seria el seu protector. Venom es va enfrontar a molts enemics més en el seu desig de protegir innocents: Morbius, Demoduende... fins i tot al Castigador i al Juggernaut. També va lluitar contra cinc simbionts que el mateix havia engendrat i també contra Matança.
Encara que va abandonar la ciutat de "els sense llar" va seguir repartint la seva justícia particular. Venom sempre havia estat bastant desequilibrat, però va passar temporades esquizofrèniques i paranoiques, com quan va ser infectat per un virus de mercuri o el seu simbiont se'n va anar a menjar cervells.
Malgrat els seus antecedents, Venom va ser contractat pel FBI, convertint-se en agent secret. Durant un temps el simbiont es va separar d'Eddie Brock però van tornar a unir-se. Recentment s'ha unit als Sis Sinistres i ha absorbit el simbiont de Matança.

### Reproducció
Fart del dolor que li produïa el càncer de Brock, el simbiont va intentar unir-se de nou a Spiderman, ja que se sentia la necessitat de procrear de nou, i necessitava un portador sa per fer-ho. El simbiont havia convertit a Brock en poc més que una closca buida, el que forçava a produir adrenalina per alimentar-se. Cansat, el més probable, en cas d'alimentar-se de Brock, el simbiont va començar a atacar altres malalts de càncer.
Abandonant el cos de Brock i atacant Spiderman per utilitzar-lo de nou com a portador (a causa que el sentit aràcnid de Spiderman funciona a raigs adrenalínics), el simbiont va anar enganyant per posseir de nou Brock pel trepamurs, condemnant a ambdós, simbiont i Brock, a romandre unit fins a la seva mort.
Encara que Venom va perdre l'oportunitat de convertir-se de nou en pare, aviat seria avi. Matança, l'organisme simbiòtic format per Cletus Kassady i el seu fill simbiòtic, estava embarassat. Venom es va veure obligat a protegir el seu net simbiòtic, Toxina, de Matança, que volia assassinar-la.
Les intencions de Venom eren educar el simbiont número mil del seu llinatge en les tradicions simbiòtiques, per a poder aliar-se amb ell i destruir Spiderman. Tanmateix, el portador de Toxina, l'agent de policia Pat Mulligan, pretenia usar el nou simbiont per al bé, per la qual cosa Venom es va aliar amb Matança per intentar matar el seu net. Però aquesta aliança va ser fútil, perquè l'atac va ser rebutjat tant per Spiderman i la Gata Negra com per Toxina,Verí i Matança es van veure obligades a fugir.
Aliens a aquests esdeveniments, l'Exèrcit dels Estats Units sembla haver estat experimentant amb un simbiont similar al de Venom. Aquest es va alliberar del seu tancament en una base àrtica i va fugir cap a la civilització posseint a un gos que tirava dels trineus, malgrat els esforços d'un altre alienígena -suposadament d'una agència intergalàctica- per destruir-lo.
Després d'aquest esdeveniment Eddie Brock fart del seu simbiont i el que li "va obligar" a fer mentre van estar junts va decidir vendre el simbiont al millor postor anant a parar a les mans d'Angelo Fortunato, que va atacar Spiderman sense èxit per què el simbiont va rebutjar Angelo al mig d'un balanceig. Després d'això el simbiont acudiria a Mac Gargan - l'Escorpí- i es van unir creant un nou Venom (Verí).

### Mort
Aliè a tots aquests esdeveniments Eddie Brock va tractar de refer la seva vida ajudant els altres en un menjador social finançat per un milionari qui cegament va ajudar a Eddie contractant els serveis de Matt Murdock per representar-lo legalment i aconseguint la seva llibertat a causa d'alienació mental per part del simbiont. Durant tot aquest temps va continuar lluitant contra el càncer però encara posseïa rastres al seu cos del simbiont que va canviar curant Eddie Brock i en una batalla contra Spiderman al menjador social en el qual col·laborava, va aparèixer Anti-Venom sent capaç de cremar el simbiont. Després de lluitar encaridament contra la seva vella meitat el va vèncer i a causa d'un estat mental deteriorat: obsessionat amb curar "va netejar" la radioactivitat de la sang de Spiderman...